# ریباک

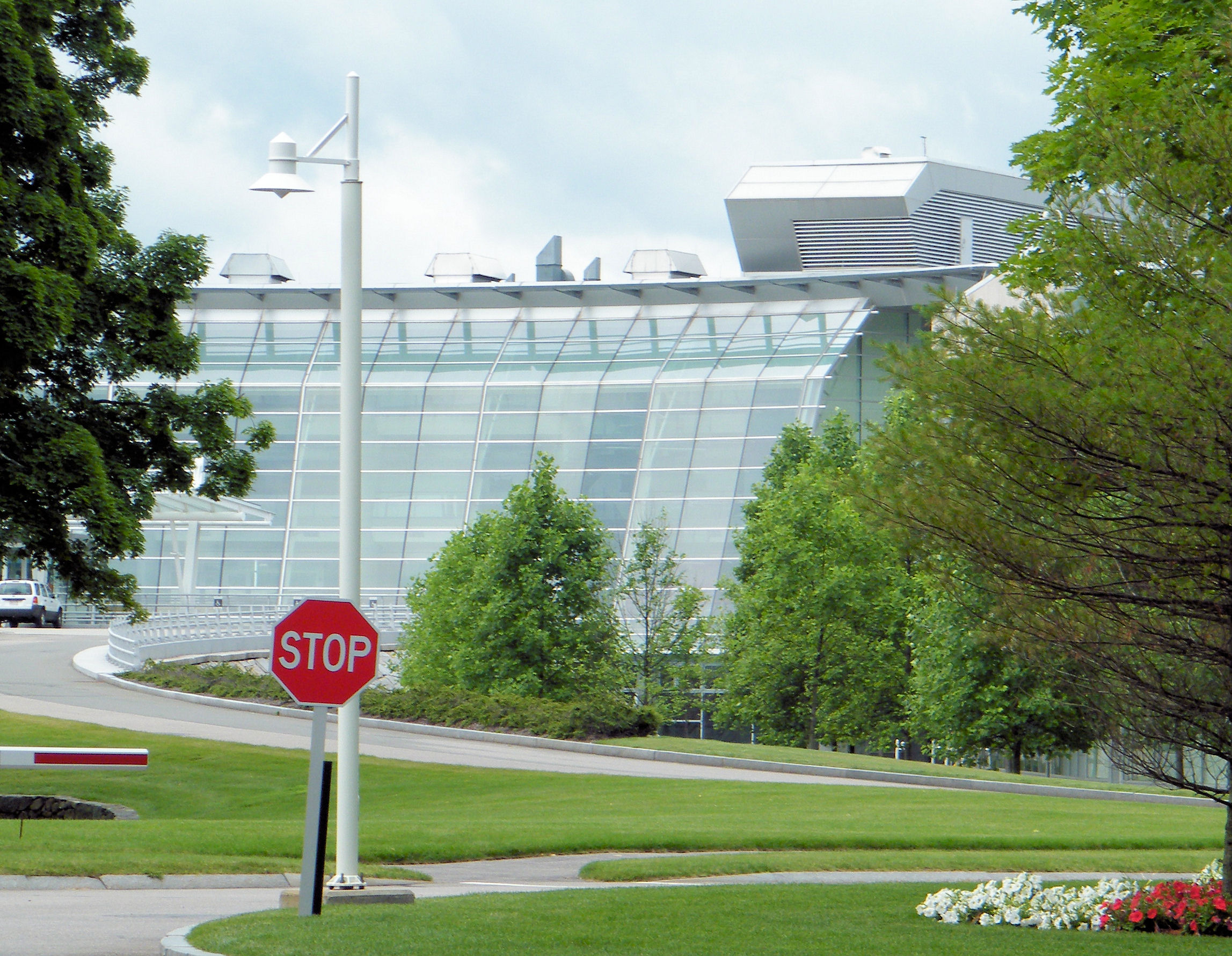
ساختمان دفتر مرکزی ریباک، در کانتون، ماساچوست

ریباک (به انگلیسی: Reebok) شرکت تجهیزات ورزشی امریکایی است، که تولیدکننده کفش‌های ورزشی، پوشاک و لوازم ورزشی می‌باشد.
این شرکت در سال ۱۸۹۵ توسط جی. دبیلو. فاستر و با نام جی. دبلیو. فاستر اند سانز (به انگلیسی: J.W. Foster and Sons) در شهر بولتون، بریتانیا تأسیس شد.
در سال ۱۹۵۸ جو و جف فاستر؛ نوه‌های جی. دبلیو. فاستر (مؤسس ریباک) نام این شرکت را به ریباک تغییر دادند، که این نام از تلفظ آفریقایی واژه رباک (به انگلیسی: rhebok) (نوعی غزال آفریقایی) گرفته شده‌است. آنها نام ریباک را، در لغت‌نامه‌ای پیدا کردند، که جو فاستر در دوران نوجوانی، در یک مسابقه برنده شده بود. در این دیکشنری که نسخهٔ آفریقای جنوبی بود، تلفظ رباک، به ریباک تغییر یافته بود.
شرکت ریباک امروزه یکی از زیرمجموعه‌های شرکت آلمانی آدیداس است. دفتر مرکزی این شرکت در شهر کانتون، ماساچوست، ایالات متحده آمریکا قرار دارد